# Trie-Château
Trie-Château è un comune francese di 1 537 abitanti situato nel dipartimento dell'Oise della regione dell'Alta Francia.

## Società

### Evoluzione demografica
Abitanti censiti